# Ardesio
Ardesio é uma comuna italiana da região da Lombardia, província de Bérgamo, com cerca de 3.702 habitantes. Estende-se por uma área de 53,73 km², tendo uma densidade populacional de 69 hab/km². Faz fronteira com Branzi, Gromo, Oltre il Colle, Oltressenda Alta, Parre, Premolo, Roncobello, Valgoglio, Villa d'Ogna.

## Demografia
| Variação demográfica do município entre 1861 e 2011                               |
|                                                                                   |
| Fonte: Istituto Nazionale di Statistica (ISTAT) - Elaboração gráfica da Wikipedia |